# Dibrachys braconidis
Dibrachys braconidis is een vliesvleugelig insect uit de familie Pteromalidae. De wetenschappelijke naam is voor het eerst geldig gepubliceerd in 1925 door Ferrière & Faure.